# William Petersen
William Louis Petersen (Evanston, Illinois, 21 de Fevereiro de 1953) é um ator americano, conhecido pelo grande papel de Dr. Gilbert "Gil" Grissom na série CSI.

## Biografia
Foi chamado por Anthony E. Zuiker para fazer o papel de Dr. Gilbert "Gil" Grissom na série CSI. Esse é sem dúvida seu papel mais famoso. É considerado um rebelde, não se interessando pela fama nem pelo dinheiro mas pelo prazer de atuar. Outros papéis importantes são o de Rick Chance em To live and die in LA  e em Manhunter. Dragão Vermelho é um remake de Manhunter, que foi o primeiro filme onde Hannibal Lecter entrou. W. Petersen é em grande parte um ator de teatro e prefere essa arte ao cinema e televisão. Cresceu em Chicago, Illinois e sempre foi muito interessado pelo desporto. Nunca foi grande aluno. Inicialmente entrou para o teatro no liceu onde queria aumentar suas notas a para poder ter uma bolsa de estudo para jogar futebol. Apaixonou-se pelo teatro e foi estudá-lo pelo mundo. Casou com uma das suas colegas de teatro,Joanne Brady, mas esse casamento não durou muito. Teve uma filha Maite e ele e a ex-mulher continuam amigos até hoje. No fim da quarta temporada da série CSI teve problemas de saúde (cardíaca) e teve de diminuir muito o seu tempo em cena. Atualmente é casado com Gina Cirone, professora de biologia, que também é de Chicago, e é uma mulher aproximadamente 17 anos mais nova que ele, e estão atualmente esperando o primeiro filho do casal.Tem dois netos Mazrik William e Indigo August nascidos em outubro de 2003 e agosto de 2009 respectivamente.

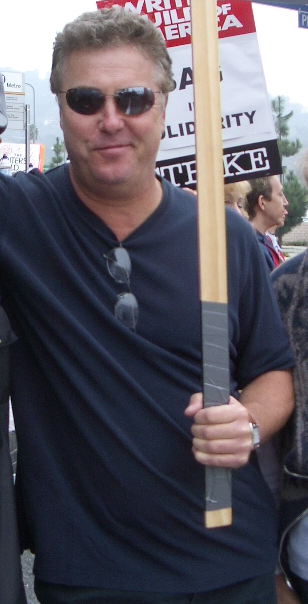
William Petersen em 2007

### Vida pessoal
Em 2004, Petersen descreveu a revista Playboy uma experiência de quase morte que ele teve na década de 80, que lhe deu a garantia de que existe uma vida após a morte.
Em 3 de fevereiro de 2009 Petersen foi homenageado com uma estrela na Calçada da Fama de Hollywood. A maior parte do elenco e a equipe de CSI saiu para a cerimônia. A estrela de Petersen está localizada em 6667 Hollywood Boulevard, em frente do lendário Musso & Frank Grill.

## Carreira

### Televisão
| Ano             | Título original                | Título em português                                            | Papel                            | Notas                                                                         |
| --------------- | ------------------------------ | -------------------------------------------------------------- | -------------------------------- | ----------------------------------------------------------------------------- |
| 1981            | Thief                          | br: Thief                                                      | -                                | Creditado como William L. Peterson, seu primeiro trabalho na televisão        |
| 1986            | The Twilight Zone              | br: Além da imaginação pt: Quinta dimensão                     | Edward Sayers                    | Episódio 21                                                                   |
| 1993            | Return to Lonesome Dove        | br: Return to Lonesome Dove                                    | Captain Gideon Walker            | Minissérie, 2 episódios                                                       |
| 2000–2009, 2011 | CSI: Crime Scene Investigation | br: CSI: Investigação Criminal pt: CSI: Crime Sob Investigação | Dr. Gilbert "Gil" Arthur Grissom | 199 episódios, creditado como William Petersen, também como produtor exectivo |
| 2021            | CSI: Vegas                     | br: CSI: Vegas                                                 | Dr. Gilbert "Gil" Arthur Grissom | Papel Principal                                                               |

### Cinema
| Ano  | Título Original                                           | Título em Português                                      | Papel                       | Notas                                               |
| ---- | --------------------------------------------------------- | -------------------------------------------------------- | --------------------------- | --------------------------------------------------- |
| 1985 | To Live and Die in LA                                     | br/pt: Viver e Morrer em Los Angeles                     | Richard Chance              | Creditado como William L. Petersen                  |
| 1986 | Manhunter                                                 | br: Manhunter                                            | Will Graham                 |                                                     |
| 1987 | Amazing Grace and Chuck                                   | br: A Voz do Silêncio                                    | Russel                      |                                                     |
| 1987 | Long Gone                                                 |                                                          | Cecil 'Stud' Cantrell       | Filme para a TV                                     |
| 1989 | Cousins                                                   | br: Um Toque de Infidelidade pt: Entre Primos            | Tom                         |                                                     |
| 1990 | The Kennedys of Massachusetts                             | br: Os Kennedys de Massachusetts                         | Joseph P. Kennedy           |                                                     |
| 1990 | Young Guns II                                             | br: Jovens Demais para Morrer pt: Cavalgada para a Morte | Patrick Floyd 'Pat' Garrett |                                                     |
| 1991 | Hard Promises                                             | br: Minha Mulher Vai se Casar                            | Joey                        | Creditado como William L. Peterson, também produtor |
| 1992 | Passed Away                                               | br: Faleceu                                              | Frank Scanlan               |                                                     |
| 1992 | Keep the Change                                           | br: Keep the Change                                      | Joe Starling                | Filme para a TV, também creditado como produtor     |
| 1993 | Deadly Currents                                           | br: Deadly Currents                                      | Guerin                      |                                                     |
| 1995 | In the Kingdom of the Blind, the Man With One Eye Is King |                                                          | Tony C.                     |                                                     |
| 1996 | Fear                                                      | br: Medo                                                 | Steve Walker                |                                                     |
| 1996 | The Beast                                                 | br: A Besta                                              | Whip Dalton                 | Filme para a TV                                     |
| 1997 | 12 Angry Men                                              | br: 12 Homens e Uma Sentença pt: 12 Homens em Fúria      | 12º jurado                  | Filme para a TV                                     |
| 1998 | Gun Shy                                                   | br: Um Tira à Beira da Neurose                           | Jake Bridges                |                                                     |
| 1998 | The Staircase                                             | br: A Escada                                             | Joad                        |                                                     |
| 1998 | Rat Pack                                                  | br: Os Maiorais                                          | John F. Kennedy             | Filme para a TV                                     |
| 1999 | Kiss the Sky                                              | br: Kiss the Sky                                         | Jeff                        |                                                     |
| 2000 | The Skulls                                                | br: Sociedade Secreta                                    | Ames Levritt                |                                                     |
| 2000 | The Contender                                             |                                                          | Gov. Jack Hathaway          |                                                     |
| 2011 | Detachment                                                |                                                          | Sarge                       |                                                     |
| 2012 | Seeking a Friend for the End of the World                 |                                                          | Caminhoneiro                |                                                     |